# 테무게
테무게 옷치긴(몽골어:ᠲᠡᠮᠦᠭᠡ, Temüge Odčigin, 몽골어 표기: Тэмүгэ отчигин, 키릴어: Тэмуге, 1168년 - 1246년)은 몽골 제국의 황족으로 보르지긴 가문의 일원이다. 초대 대칸 칭기즈 칸의 막내동생이다. 예수게이 바토르의 넷째 아들로 칭기즈칸과 동모(同母) 형제이며, 다른 동모형으로 주치 카사르, 카치운이 있다. 이복 형제로는 벡테르와 벨구테이가 있다. 1241년 오고타이 사후, 쿠릴타이 없이 대칸이 되려고 정변을 시도했으나 퇴레게네 카툰의 반대와 서방 원정 중이던 귀위크의 연이은 도착으로 실패했다.
그는 오고타이 카안과 구유크 칸의 즉위 시에도 생존해 있었다. 그에게는 몽골 동부, 만주와 인접한 지역이 영토로 분봉되었고, 그의 후손들은 요양과 요동 등지에서 제후로 활동했으며 15세기까지도 요동을 다스렸다. 테무게의 후손들은 원나라가 망한 뒤에도 명나라에 귀순, 15세기 후반까지 요양 지역의 실력자로 영향력을 행사했다. 페르시아어 사서 집사에 의하면 그는 테무게 노얀으로 불린다.

## 이름
『원조비사』(元朝秘史)나 『원사』(元史), 《고려사》 등 한자 사료에는 첩목격 알척적근(帖木格斡惕赤斤)、철목가 알적근 국왕(鉄木哥斡赤斤国王), 첩목격 알적근(帖木格斡赤斤), 특목가 와진(忒木哥窩眞), 알진 나안(斡陳那顔), 와적흔(訛赤忻) 등으로 되어 있다. 다른 문헌에는 철목가 알적근(鐵木哥斡赤斤), 오제금(乌济锦) 등으로도 표기된다. 
라시드웃딘의 『집사』(集史) 등 페르시아어 표기는 تموكه اوتچكين Tamūka Ūtchikīn 로 기록되어 있다. 『집사』에 나오는 웃치(긴) 뉴얀( اوتچی نويان Ūtchī Nūyān)이라는 이름으로 알려져 있었다고 하며, 주바이니의 『세계정복자의 역사』(تاريج جهانگشاء Ta'rīkh-i Jahān-gushā'/Ta'rīkh-i Jahān-gushā'ī)에도 웃킨 뉴얀( اوتكين نويان Ūtkīn Nūyān)으로 기록되어 있다. 
옷치긴이란 「아궁이의 불씨를 지키는 자」라는 의미로 테무게가 그의 어머니 호엘룬의 가산을 상속받은 막내아들이었다는 데에서 기인한다.

## 생애

### 생애 초반
테무게는 예수게이와 호엘룬의 넷째 아들이다. 동복 형 테무진(후일의 칭기즈 칸)과 주치 카사르, 카치운과 이복 형 벡테르, 벨구테이가 있었다. 테무게는 1168년생 혹은 1166년생으로 자세한 생애는 알려져 있지 않으나, 『원조비사』에 따르면 칭기즈 칸과는 여섯 살 차이가 났다고 한다. 몽골비사에 의하면 테무진이 아홉 살이었을 때 조치-하사르는 일곱 살, 하추운 알치는 다섯 살, 테무게 오치긴은 세 살, 테물룬은 포대기에 싸여 있었다 한다. 그는 막내 아들이었기 때문에 화로의 주인, 가문의 수호자라는 뜻으로 옷치긴(отчигин)이라 불렸다. 그래서 몽골비사와 기타 역사 문헌들에서 자주 테무게 옷치긴 혹은 간단히 옷치긴으로 지칭된다. 그는 일찍 잠자리에 들고, 늦게 일어났다 한다.
어릴 적 그는 어머니와 형들에게 약간은 응석을 받아 사치스러운 성향을 보였지만, 동시에 그는 용맹하고, 권위 있으며, 전투에 민첩한 자로 묘사되어, 적들조차도 그의 능력을 인정했다고 한다.
칭기즈 칸과 형제들, 칭기즈 칸의 아들들이 전쟁 준비를 나갈 때, 그는 어머니 호엘룬, 칭기즈 칸의 정실 카툰 보르테 우진 등과 함께 가정을 지키고, 부족 내부 문제를 조율하는 등의 활동을 했다.
뭉릭의 일곱 아들 가운데 하나였던 무당(샤먼) 코코추 데브 텡게르는 테무진 가문의 세력이 점점 커지는 것을 인식하고 자신에게 충성하게 만들려는 움직임을 보였다. 이에 보르테 우진의 사건을 계기로 테무게는 테무진의 승인 아래 코코추 데브 텡게르와 그의 집 앞에서 씨름하는 척하며 암살했다.

### 몽골 제국 수립 이후
형 테무진이 칭기즈 칸으로 즉위한 이후 그는 몽골 전통에 따라 동생 테무게와 어머니 호엘룬에게 만호(萬戶, 만 명) 혹은 오천 명의 병사, 가신, 가문을 하사하였고, 부하 장수로는 쿠추, 코코추, 준쑤(Жунсо), 아르가순 등을 붙여 주었다. 칭기즈 칸의 명으로 몽골의 동쪽 끝 지역에 거주하게 했다. 그에게는 요동 주변과 만주 서부 지역이 울루스로 배정되었다.
칭기즈 칸이 1206년 영토와 군사를 분배할 때, 그는 5천호를 받았다. 메르키트부 출신 쿠츄, 베수드부의 코코추, 자라이르부의 주스크, 출신 부족 불명의 하르하순, 오로나울부 출신으로 이름이 전하지 않는 천인대장 등이 그의 휘하에 분배되었다. 또한 어머니 호엘룬이 죽자 호엘룬 몫의 영지와 부속민도 상속되었다.
1213년 가을 몽골군이 중원을 공격할 때, 테무게 옷치긴은 주치 카사르와 함께 좌익군(左軍)을 이끌고, 금나라 계주(蓟州, 오늘날 중국 톈진시 계주구), 난주(滦州, 오늘날 중국 허베이성 루안현), 평주(平州, 오늘날 허베이성 루룽현), 요서(辽西)의 여러 군을 공략, 함락시켰다. 1214년 옹기라드(Hongjirad), 우루(Uru’ud), 망구드(Mangqut), 자라이르(Jalayir), 이키레스(Ikireid) 다섯 부족이 몽골 막남의 초원 지역으로 이주되었다. 
나이만과의 전쟁에서 공을 세우고 1217년부터 시작된 몽골의 서방 원정에서 어머니 호엘룬을 모시며 몽골 본토를 지키는 임무를 맡았다(《원조비사》). 이는 그의 세력을 더욱 확대시키는 계기가 되었는데, 대칸을 대신해 몽골과 요동, 고려 관련 업무를 맡게 된 테무게 옷치긴은 자신의 권세를 이용해 흥안령 동쪽으로 세력 확장을 도모하였다. 칭기즈 칸은 다른 동생 카사르, 카치운의 일족보다 그를 대우하였다.
칭기즈 칸이 금나라, 탕구트, 호라즘 등을 정벌하며 원정을 다녔을 때, 그는 칭기즈칸의 명으로 몽골 본토로 소환되어 몽골 본토의 수비를 맡았다.

### 군사 활동

#### 동방 영역 관리
1220년 요동 지역에서 몽골에 복속되어 있던 거란인 야율유가(耶律留哥)가 죽고 그의 처 요리씨(姚里氏)가 몽골에 와서 이를 아뢰었을 때 테무게 옷치긴은 스스로 황태제(皇太弟)의 신분으로 법도에 따라 요리씨에게 호부(虎符)를 달고 남편의 속민을 7년 동안 다스릴 권한을 부여하였으며 그보다 1년 전인 1219년 마찬가지로 황태제 국왕의 자격으로 그리고 원수 카신(合臣), 부원수 차라(劄剌) 및 선차대사(宣差大使) 경도홀사(慶都忽思)와 동진국(東眞國) 회원대장군(懷遠大將軍) 흘석렬(紇石烈) 등 10인을 통해 고려에 조공을 촉구하기도 하였다.
1221년, 도사 장춘진인(丘处机)이 칭기즈 칸을 알현하러 가는 도중에 테무게 옷치긴을 방문한 적이 있다. 중원의 한족 지역의 관리를 담당한 무칼리도 명목상 그의 지휘를 받았고, 테무게는 여러 차례 고려에 조서를 보내며, 조서에서 황태제(皇太弟)임을 칭하였다.
1226년 칭기즈 칸이 서하(西夏) 원정에 나설 때, 군사를 이끌고 몽골 본토를 지키게 했다. 1227년의 서하(西夏) 공격에는 출정, 형 칭기즈 칸이 이끄는 본대와는 다른 별동 부대를 이끌고 서하의 신도부(信都府)를 쳤다. 이 해에 칭기즈 칸이 죽자 오고타이와 툴루이를 놓고 누구를 차기 대칸으로 앉힐 지 논란이 발생했다. 1229년에 열린 40일간의 쿠릴타이에서 테무게는 조카 차가타이와 함께 우구데이를 새로운 몽골의 대칸으로 추대하였다.

#### 우구데이 칸 치세기 활동
1230년부터 전개된 제2차 금나라 공격에서 그는 좌익군(左翼軍)을 이끌고 금나라의 수도 중도(中都)에서 황하 방면으로 남하하였다. 그는 황하를 건너와서도 전투에는 참가하지 않았으나 공포에 질린 금나라 백성들이 개봉(開封)과 그 주변으로 도망쳐 오면서 급작스러운 인구 유입으로 금나라에 식량 위기와 사회불안을 가져왔다. 테무게 옷치긴 왕가는 1233년 금나라 유민들이 지린성 일대에 세운 동진국(東眞國)을 병합, 그 지역을 장악하였으며, 금나라 멸망 뒤인 1236년 우구데이 칸이 시행한 분봉에서 익도로(益都路, 산둥성 칭저우 시), 평주(平州, 허베이성 루룽 현), 난주(灤州, 허베이 성 롼저우시)를 분여받았다.
1236년 우구데이 칸은 금나라 영토의 일부인 익도로(益都路, 오늘날 중국 산둥성 중부 지역)를 테무게에게 주었는데, 62,156가구와 그 땅을 하사받았다. 후일 1319년 아유르바르와다 부얀투 칸 때 테무게의 영지를 조사해 보니 28,301가구만 남아 있었고, 이들은 해마다 11,425근의 연견(연하고 부드러운 명주)을 세금으로 납부하고 있었다.
또한 원나라 때 가서 그의 자손들은 국가 재정에서 매년 은 100냥, 비단 5,918필, 목화솜 5,918근, 양모 직물 300필, 중통 지폐 120수(또는 은화 기준), 양 500마리, 금 116냥 45량 등을 녹봉으로 하사받았다.

### 정변기도 실패와 최후
1241년 말에 우구데이 칸이 사냥 나갔다가 알콜 중독으로 갑자기 죽자, 그는 이 틈을 타 테무게는 대칸 자리에 오르려는 시도를 했으나 실패했다.
우구데이 칸의 사망 소식을 들은 테무게는 대칸의 유궁을 지킨다는 명목으로 군대를 이끌고 우구데이의 황후들이 거처하는 오르두(행궁)로 향했다. 그러나 우구데이의 황후 퇴레게네 카툰은 "우리는 당신의 의붓딸이며 당신의 도움을 필요로 하고 있다. 무장한 많은 군대를 이끌고 온 것은 무슨 까닭인가? 왜 모든 백성과 군대를 불안하게 만드는가?"라 항의하며 거절하고, 앞서 서방 원정을 나갔던 우구데이의 아들 구유크가 도착했다는 보고를 듣고 대칸의 자리를 포기, 퇴레게네 카툰에게 우구데이에 대한 조의를 전하고 철군하였다. 이러한 옷치긴의 거병은 앞서 우구데이가 옷치긴에 대해 시행했던 중앙집권정책에 수반한 강한 견제책에 대한 반발에서 비롯된 것이었다. 그 뒤 테무게는 몽골 왕후(王侯)들을 인솔하고 새로운 대칸을 추대하는 쿠릴타이나 구유크의 대칸 즉위식에도 참석하였는데, 우구데이에 이어 차가다이까지 갑자기 사망한 것에 테무게 옷치긴의 배후 관여를 의심하는 의견도 존재하고 있다.
1246년 테무게는 다시 쿠릴타이 없이 대칸 자리를 탈취하려 시도했다. 구유크가 대칸으로 즉위한 뒤, 앞서 그를 제치고 대칸의 지위를 찬탈하려 했다는 것에 대해 툴루이 가문의 몽케와 주치 가문의 오르다(주치의 큰아들)에게 심문을 받았고, 그의 휘하 장교들을 전원 처형하는 것으로 재판을 매듭지었다. 귀위크는 테무게에게 부여된 옷치킨(화로의 수호자라는 지위)를 바투 칸의 형 오르다와, 몽케에게 나누어서 수여하려 시도하였다. 그는 킵차크 한국의 오르다에게 소환되어 제위 찬탈 시도에 대해 심문받았다. 이 판결 직후에 테무게 옷치긴 자신도 사망하였다.

## 인물
형 칭기즈 칸에게 특별히 사랑받았으며, 라시드웃딘의 《집사》에는 칭기즈 칸이 테무게 옷치긴을 다를 형제들보다 특히 더 아껴서 그의 다른 두 친형들보다 높은 자리에 앉혔으며, 라시드웃딘이 살던 당시까지도 테무게 옷치긴의 자식들은 주치 카사르나 카치운의 자식들보다 더 높은 자리에 앉았다고 한다.
칭기즈 칸이 즉위한 뒤에는 다섯 천인대(밍간)을 받았고 나아가 어머니 호엘룬이 준 세 천인대를 이어받아 모두 여덟 천인대를 소유하기에 이르렀다. 이는 다른 몽골 왕후들 가운데서도 가장 많은 것이었고, 몽골의 전통적인 말자상속관행과도 관련이 있다. 몽골 동방의 좌익부인 만주에 접한 지역에 유목지를 받아 다른 동모형제 주치 카사르, 카치운의 자손 등 동방의 왕후들을 통솔해 몽골 귀족이나 한인(漢人) 세력에 영향력을 가지고 몽골 제국 좌익의 중심인물이 되었다. 칭기즈 칸 사후 조카 우구데이의 옹립에 협력하였으며 몽골 제국의 동방을 대표하는 인물로써 우구데이 칸, 서방 지역을 통할했던 조카 차가다이와 함께 몽골 제국의 신체제를 구축하였다.
테무게 옷치긴은 용기 있는 성격으로 오르두를 다스리는 것을 좋아하였다고 한다. 또한 매우 화려한 것을 좋아해서 자신의 영지 안에 궁전이나 원림을 많이 만들었다고 한다.

### 사후
아들 타리추(脱里出)가 수왕(寿王)에 봉해졌다가 수왕 직위는 다른 아들 지부겐의 아들 혹은 손자인 나이만타이에게 이어졌다. 다른 증손 토크토아는 요왕에 봉해졌다. 토크토아의 후손들은 원나라 멸망 후에도 주원장의 종주권을 인정하고 연명해나갔다. 토크토아의 후손들은 우네 테무르 등이 1470년대까지도 요왕으로 요동 주변 지역을 다스렸다.
귀위크는 테무게에게 부여된 옷치킨(화로의 수호자라는 지위)를 바투 칸의 형 오르다와, 툴루이 가문의 몽케에게 나누어서 수여하려 했다. 그러나 몽골 귀족들이 전통을 이유로 반대하여 실패했다.
쿠빌라이 칸 시대에 송나라 정복 이후인 1281년 테무게의 자손들은 건녕로(建寧路, 지금의 중국 푸젠성 일대)의 영토와 71,377가구를 하사받았으며, 이들로부터는 해마다 2,855냥의 은화를 조공으로 받게 되었다. 이는 그의 다른 형제들의 자손들 가운데 가장 큰 영지와 가장 많은 농민 가구를 보유한 사례였다.

## 가족
테무게 옷치긴의 정실 부인은 올코누드(Олхонуд) 부 출신 손덕친(Сөндөгчин) 카툰이었으며, 그 외에도 오돈(Одон), 지부간(Жибуган), 사다지(Садажи), 하시다이(Хашидай), 자지라(Жажира), 톨리추(Толичу), 우루다이(Урудай), 바이후(Байху) 등 여러 부인들로부터 여덟 명의 아들을 낳았다.
테무게 옷치긴의 맏아들 지브겐의 아들 타가차르는 쿠빌라이 칸에게 중용되어 원(元) 왕조 설립에도 공헌하였다. 테무게 옷치긴의 자손은 칭기즈 칸의 다른 동모동생 주치 카사르나 카치운의 집안과 함께 동방3왕가를 이루었다. 그러나 타가차르의 손자 나얀이 카이두의 난에 연좌되어 쿠빌라이의 친정으로 처형되었다.
- 테무게 옷치긴（Temüge Odčigin,鉄木哥斡赤斤／تموگه اوتچگين Temūga Ūtchigīn）
  - 지브겐 대왕（J̌ibügen, 只不干大王／جیبوJībū）
    - 타가차르 국왕（Taγačar, 塔察児国王／طغاچار نویانTaghāchār Nūyān）
      - 아주르 대왕（Aǰul,阿朮魯大王／اجولAjūl）
        - 나얀 대왕（Nayan,乃顔大王／نایانNāyān）
          - 요왕(遼王) 토크토（Toqto'a,遼王脱脱／توقتا کوونTūqtā Kūwn）
            - 요왕 야나슈리（Yanaširi,遼王牙納失里）
              - 요왕 아자시리（Aǰaširi,遼王阿札失里）

      - 수왕(寿王) 나이만타이（Naimantai, 寿王乃蛮台／نایمتایNāīmatāī）

| 호엘룬 | 호엘룬 | 호엘룬 | 호엘룬 | 호엘룬 | 호엘룬 |  |  |                    |                    |                    |                    |                    |                    |          |          |        |        |        |        |        |        |          |          |          |          |          |          |        |        |  |  | 예수게이 바토르 | 예수게이 바토르 | 예수게이 바토르 | 예수게이 바토르 | 예수게이 바토르 | 예수게이 바토르 |  |  |          |          |          |          |          |          |  |  |        |        |        |        |        |        |  |  |
| 호엘룬 | 호엘룬 | 호엘룬 | 호엘룬 | 호엘룬 | 호엘룬 |  |  |                    |                    |                    |                    |                    |                    |          |          |        |        |        |        |        |        |          |          |          |          |          |          |        |        |  |  | 예수게이 바토르 | 예수게이 바토르 | 예수게이 바토르 | 예수게이 바토르 | 예수게이 바토르 | 예수게이 바토르 |  |  |          |          |          |          |          |          |  |  |        |        |        |        |        |        |  |  |
|        |        |        |        |        |        |  |  |                    |                    |                    |                    |                    |                    |          |          |        |        |        |        |        |        |          |          |          |          |          |          |        |        |  |  |                 |                 |                 |                 |                 |                 |  |  |          |          |          |          |          |          |  |  |        |        |        |        |        |        |  |  |
|        |        |        |        |        |        |  |  |                    |                    |                    |                    |                    |                    |          |          |        |        |        |        |        |        |          |          |          |          |          |          |        |        |  |  |                 |                 |                 |                 |                 |                 |  |  |          |          |          |          |          |          |  |  |        |        |        |        |        |        |  |  |
| 보르테 | 보르테 | 보르테 | 보르테 | 보르테 | 보르테 |  |  | 테무친 (칭기즈 칸) | 테무친 (칭기즈 칸) | 테무친 (칭기즈 칸) | 테무친 (칭기즈 칸) | 테무친 (칭기즈 칸) | 테무친 (칭기즈 칸) |          |          | 카사르 | 카사르 | 카사르 | 카사르 | 카사르 | 카사르 |          |          | 카치운   | 카치운   | 카치운   | 카치운   | 카치운 | 카치운 |  |  | 테무게          | 테무게          | 테무게          | 테무게          | 테무게          | 테무게          |  |  | 벨구테이 | 벨구테이 | 벨구테이 | 벨구테이 | 벨구테이 | 벨구테이 |  |  | 벡테르 | 벡테르 | 벡테르 | 벡테르 | 벡테르 | 벡테르 |  |  |
| 보르테 | 보르테 | 보르테 | 보르테 | 보르테 | 보르테 |  |  | 테무친 (칭기즈 칸) | 테무친 (칭기즈 칸) | 테무친 (칭기즈 칸) | 테무친 (칭기즈 칸) | 테무친 (칭기즈 칸) | 테무친 (칭기즈 칸) |          |          | 카사르 | 카사르 | 카사르 | 카사르 | 카사르 | 카사르 |          |          | 카치운   | 카치운   | 카치운   | 카치운   | 카치운 | 카치운 |  |  | 테무게          | 테무게          | 테무게          | 테무게          | 테무게          | 테무게          |  |  | 벨구테이 | 벨구테이 | 벨구테이 | 벨구테이 | 벨구테이 | 벨구테이 |  |  | 벡테르 | 벡테르 | 벡테르 | 벡테르 | 벡테르 | 벡테르 |  |  |
|        |        |        |        |        |        |  |  |                    |                    |                    |                    |                    |                    |          |          |        |        |        |        |        |        |          |          |          |          |          |          |        |        |  |  |                 |                 |                 |                 |                 |                 |  |  |          |          |          |          |          |          |  |  |        |        |        |        |        |        |  |  |
|        |        |        |        |        |        |  |  |                    |                    |                    |                    |                    |                    |          |          |        |        |        |        |        |        |          |          |          |          |          |          |        |        |  |  |                 |                 |                 |                 |                 |                 |  |  |          |          |          |          |          |          |  |  |        |        |        |        |        |        |  |  |
| 주치   | 주치   | 주치   | 주치   | 주치   | 주치   |  |  |                    |                    | 차가타이           | 차가타이           | 차가타이           | 차가타이           | 차가타이 | 차가타이 |        |        |        |        |        |        | 우구데이 | 우구데이 | 우구데이 | 우구데이 | 우구데이 | 우구데이 |        |        |  |  | 툴루이          | 툴루이          | 툴루이          | 툴루이          | 툴루이          | 툴루이          |  |  |          |          |          |          |          |          |  |  |        |        |        |        |        |        |  |  |

## 초기 옷치긴 울루스의 다섯 천인대장(밍간)
- 메르키트부의 쿠츄(Küčü ＞曲出,qūchū)
- 베스트부의 코코츄(Kököčü ＞闊闊出,kuòkuòchū)
- 자지라트부의 주스쿠(J̌usuγ ＞種索,zhŏngsuŏ)
- 출신 부족이 확실하지 않은 코르코순(Qorqosun ＞豁児豁孫,huōérhuōsūn)
- 오로나울 부의 천인대장(이름 불명)

## 같이 보기
- 노얀
- 보르지긴
- 요양등처행중서성